# Microcalicha monochroma
Microcalicha monochroma är en fjärilsart som beskrevs av Felix Bryk 1948. Microcalicha monochroma ingår i släktet Microcalicha och familjen mätare. Inga underarter finns listade i Catalogue of Life.